# 증보산림경제

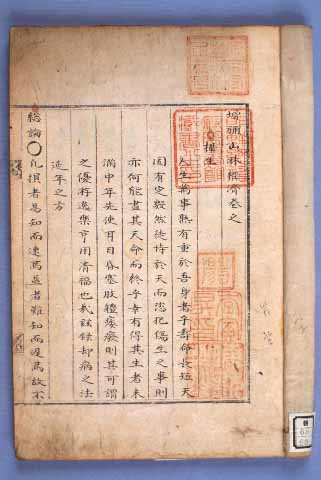
증보산림경제

《증보산림경제》(增補山林經濟)는 영조 42년(1766년) 유학자 유중림이 홍만선의 《산림경제》를 늘리고 보충하여(증보) 간행한 농업책이다. 총 16권에 12책으로 구성되며 필사본이다.

## 구성
《증보산림경제》는 16권에 12책에 총 16지(志)로 구성되어 있다.

### 산림경제에 있던 항목
- - 복거(卜居) - 주택의 선정과 건축
  - 섭생(攝生) - 건강
  - 치농(治農) - 곡식과 목화 및 기타 특용작물의 재배법
  - 치포(治圃) - 채소류, 화초류, 담배, 약초류 재배법
  - 종수(種樹) - 과수와 임목의 육성
  - 양화(養花) - 화초, 화목, 정원수의 가꿈
  - 양잠(養蠶) - 누에 양식
  - 목양(牧養) - 가축, 가금, 벌, 물고기 양식
  - 구급(救急) - 150가지 응급처리법
  - 구황(救荒) - 흉년에 대비하는 비상조치법
  - 치약(治藥) - 약의 조제, 금기하는 약 등을 논함
  - 선택(選擇) - 길흉일과 방향의 선택
  - 잡방(雜方) - 그림, 글씨, 촉대, 도자기, 악기, 장검 등을 손질하는 방법

### 추가되거나 보완된 항목
- - 치선상(治膳上) - 식품저장법, 조리법, 가공법
  - 치선하(治膳下)
  - 가정상(家庭上)
  - 가정하(家政下)
  - 구사상(救嗣上)
  - 구사하(救嗣下)
  - 증보사시찬요(增補四時纂要)
  - 사가점후(四家占候)
  - 동국산수록(東國山水錄)
  - 남사고십승보신지(南師古十勝保身地)
  - 동국승구록(東國勝區錄)

## 같이 보기
- 산림경제
- 금양잡록
- 임원경제지
- 수운잡방
- 고추장

## 참고 문헌
- 윤숙자. “윤숙자 교수의 증보산림경제(增補山林經濟)”. 식품환경신문. 2007년 11월 22일에 확인함.[깨진 링크(과거 내용 찾기)]
- “증보산림경제”. 엠파스/ 브리태니커 백과. 2007년 11월 23일에 확인함.
- “증보산림경제”. 엠파스/ 한국민족문화대백과. 2007년 11월 23일에 확인함.